# The Last Tour on Earth
The Last Tour on Earth is een livealbum van Marilyn Manson, uitgebracht in 1999, dat opnamen bevat van de tournees Mechanical Animals en Rock is Dead.

## Tracklisting
1. Inauguration of the Mechanical Christ – 2:44
2. The Reflecting God – 5:31
3. Great Big White World – 5:22
4. Get Your Gunn – 3:36
5. Sweet Dreams / Hell Outro – 5:36
6. Rock Is Dead – 3:20
7. The Dope Show – 3:56
8. Lunchbox – 8:35
9. I Don't Like The Drugs (But The Drugs Like Me) – 7:31
10. Antichrist Superstar – 5:16
11. The Beautiful People – 4:30
12. Irresponsible Hate Anthem – 4:40
13. The Last Day On Earth – 4:26
14. Astonishing Panorama of the Endtimes – 3:59

### Bonus-cd
1. Coma White – 5:41
2. Get My Rocks Off (Dr. Hook & The Medicine Show) – 3:05
3. Coma White" (Acoustic) – 5:33
4. A Rose And A Baby Ruth (George Hamilton IV) – 2:18